# 有竜島

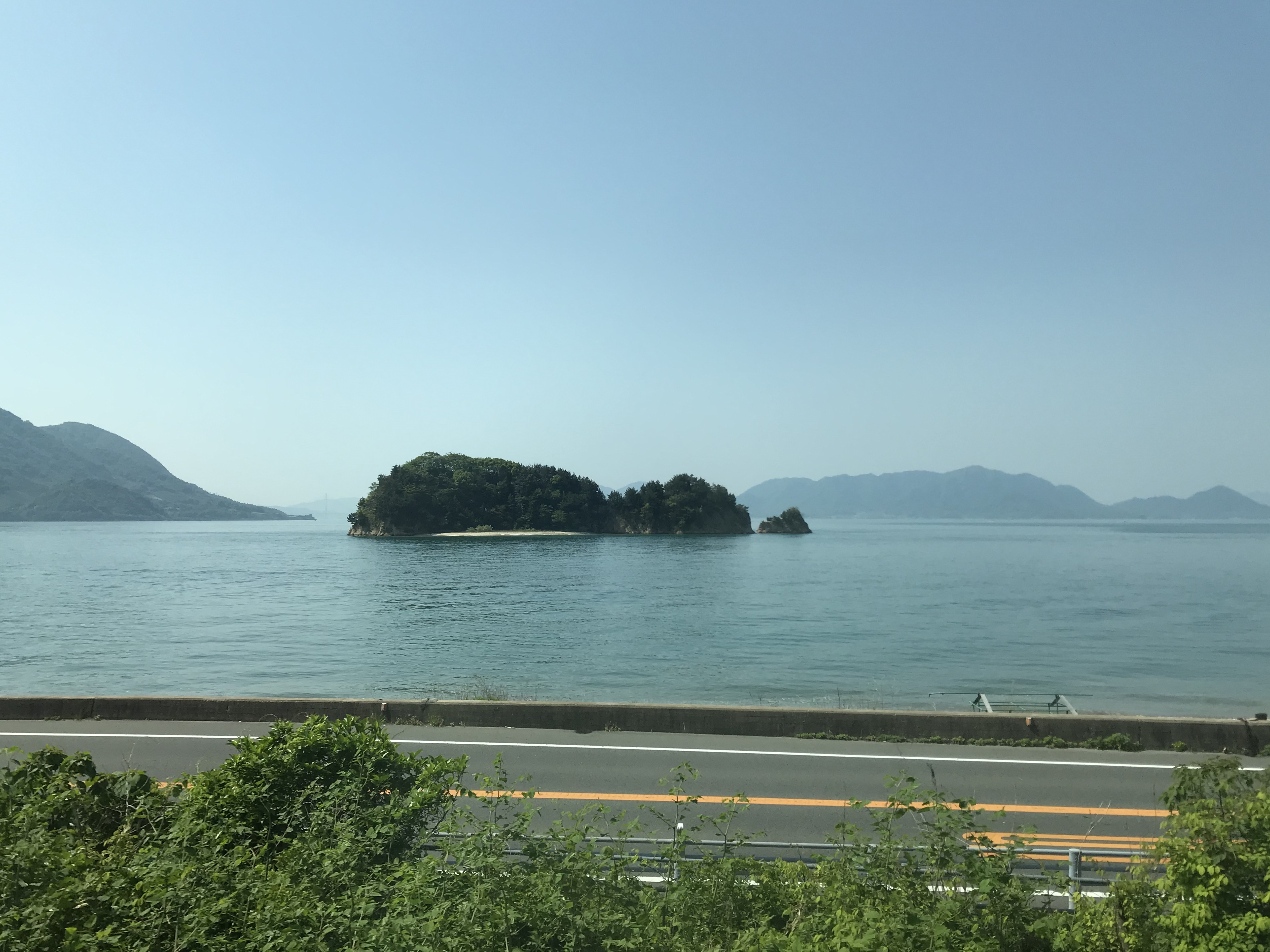
有竜島

有竜島（うりゅうとう）とは、広島県三原市幸崎町の沖合に位置する島。

## 概要
干潮時には島の南西に『能地堆』と呼ばれる全長約400 mの砂州が広がる。かつては対岸と繋がっていたが、コンクリートの原料として海底の砂を大量に採取したため、現在は陸路での移動は不可能である。天然記念物のナメクジウオの生息地として有名だが、環境破壊のため近年はほとんど確認されなくなってしまった。

## 観光
景観に優れ、夏には海水浴を楽しむ観光客で賑わう。また、映画『ズッコケ三人組 怪盗X物語』のロケ地としても使用された。